# گثین آنتونی
گنثین آنتونی (انگلیسی: Gethin Anthony؛ زاده ۹ اکتبر ۱۹۸۳) یک هنرپیشه اهل بریتانیا است. وی از سال ۲۰۰۶ میلادی تاکنون مشغول فعالیت بوده‌است.
از مجموعه‌های تلویزیونی که در آن به ایفای نقش پرداخته می‌توان به بازی تاج و تخت، آکواریوس و ویتا و ویرجینیا اشاره کرد.